# Chevalier de rivière
Moxostoma carinatum
Espèce
Statut de conservation UICN

 LC  : Préoccupation mineure

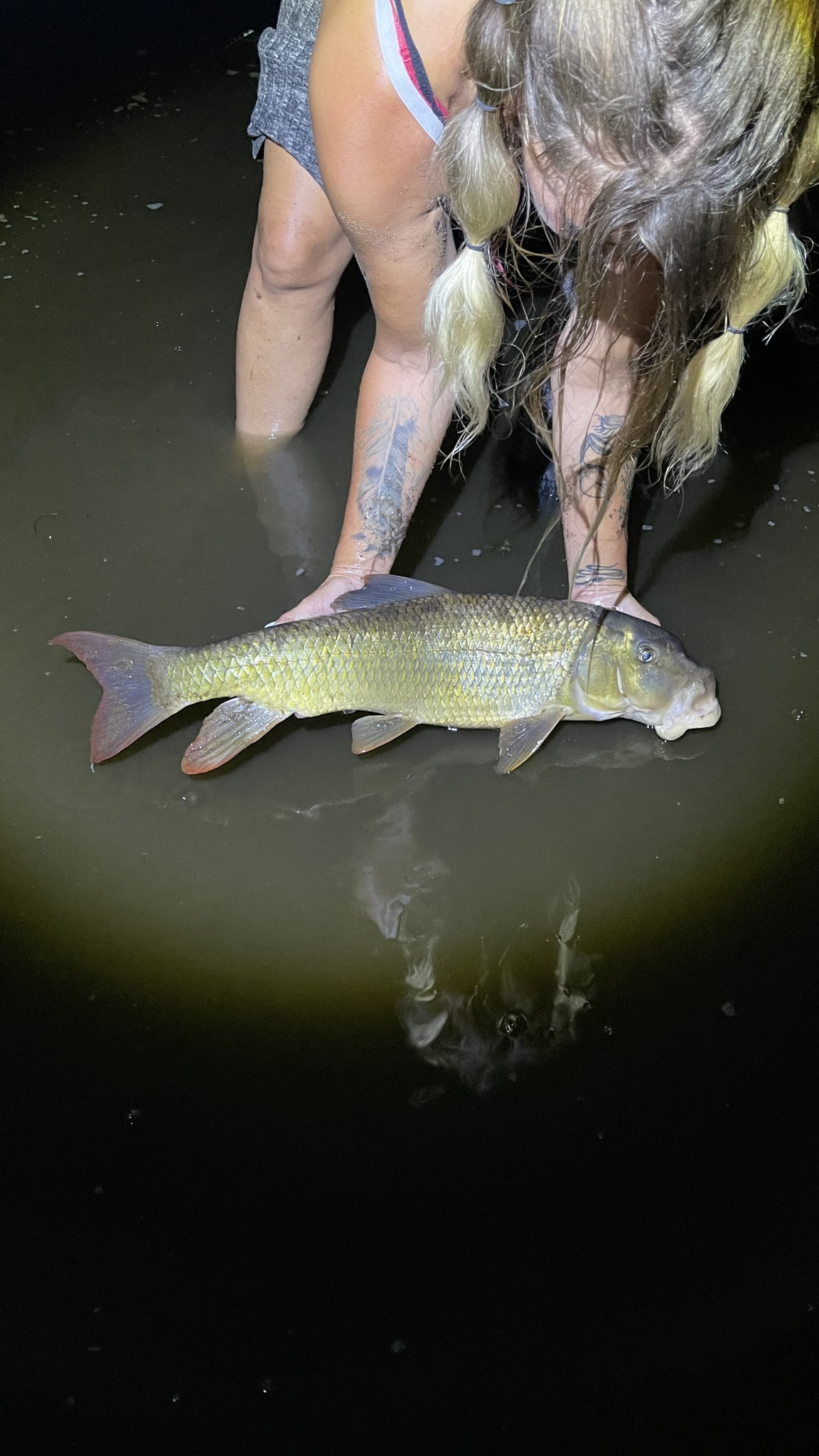
Chevalier de rivière

Le Chevalier de rivière (Moxostoma carinatum) est un poisson de la famille des Catostomidae originaire d'Amérique du Nord.